# まひるの月
「まひるの月」（まひるのつき）は、こだまさおりの6枚目のシングル。2002年1月9日にビクターエンタテインメントから発売。

## 概要
「眠りの森」から1年4ヶ月ぶりにリリースしたビクターエンタテインメント在籍最後のシングル。
作詞家としての活動が主になったこともあり、次作まで約10年のブランクが生じた。

## 収録曲
全作詞：こだまさおり
全作曲：こだまさおり・吉木絵里子
1. まひるの月
編曲 - 池田大介[2]
2. ふたりのカケラ
編曲 - 斉藤辰夫
3. まひるの月 （inst.）